# 脈管学

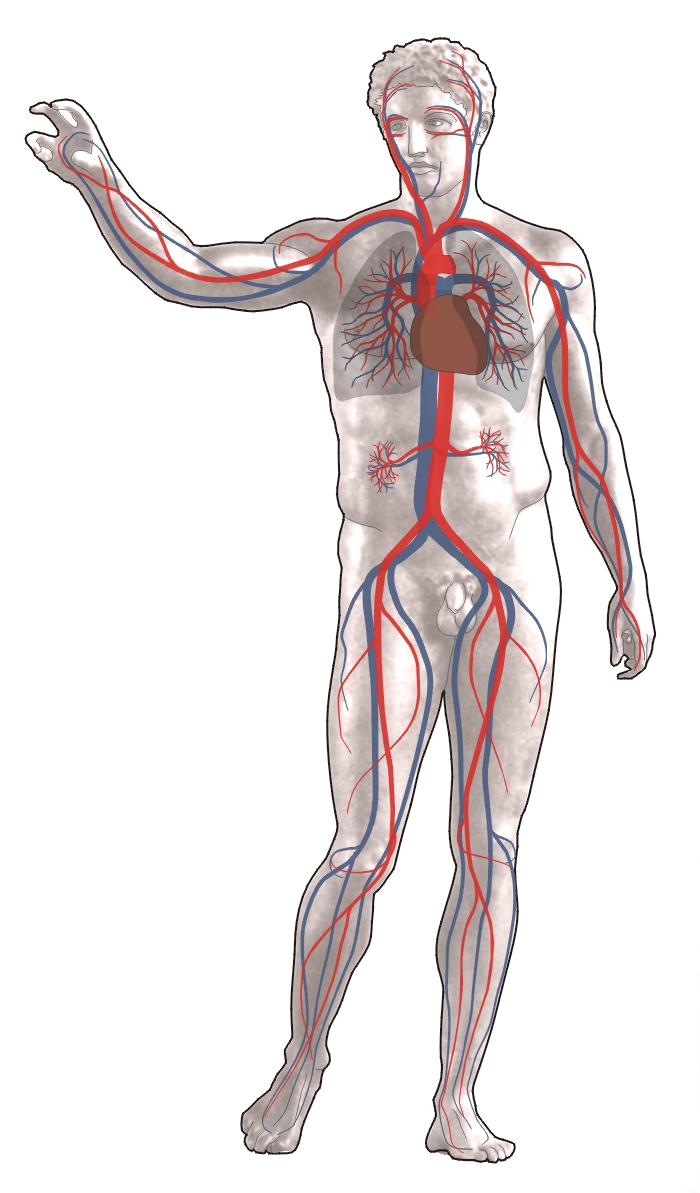
ヒト（成人男性）の脈管系

脈管学（みゃっかんがく、英: angiology、羅: angiologia) とは人体解剖学のうち、臓器や組織の代謝輸送路である脈管について系統的叙述を行う学問である。この脈管の系統を脈管系または循環器系と呼び、さらに管を流れる液性により血管系とリンパ系に分類される。

## 血管系
心臓から全身の各種臓器に血液を送り出す動脈系と全身の血液を集めて心臓に還ってくる静脈系に大別される。

### 体循環

#### 動脈系
心臓の左心室
大動脈
胸部大動脈
上行大動脈
1. 右冠動脈
2. 左冠動脈
  1. 左冠動脈主幹部(LMT)
    1. 左冠動脈前下行枝(LAD)
    2. 左冠動回旋枝(LCX)

大動脈弓部
1. 腕頭動脈（無名動脈）
  1. 右総頚動脈
    1. 右内頚動脈
    2. 右外頚動脈

  2. 右鎖骨下動脈
    1. 右椎骨動脈
2. 左総頚動脈
  1. 左内頚動脈
  2. 左外頚動脈
3. 左鎖骨下動脈
  1. 左椎骨動脈

下行大動脈
腹部大動脈
1. 下横隔膜動脈
2. 腹腔動脈
3. 中副腎動脈
4. 上腸間膜動脈
5. 腎動脈
6. 下腸間膜動脈
7. 右総腸骨動脈
  1. 右外腸骨動脈
  2. 右内腸骨動脈
8. 左総腸骨動脈
  1. 左外腸骨動脈
  2. 左内腸骨動脈

#### 静脈系
1. 上大静脈
  1. 腎静脈
2. 下大静脈

心臓の右心房

### 肺循環

#### 動脈系
1. 心臓の右心室
2. 肺動脈

#### 静脈系
1. 肺静脈
2. 心臓の左心房